# Josue Jean Philippe Valeton der Jüngere

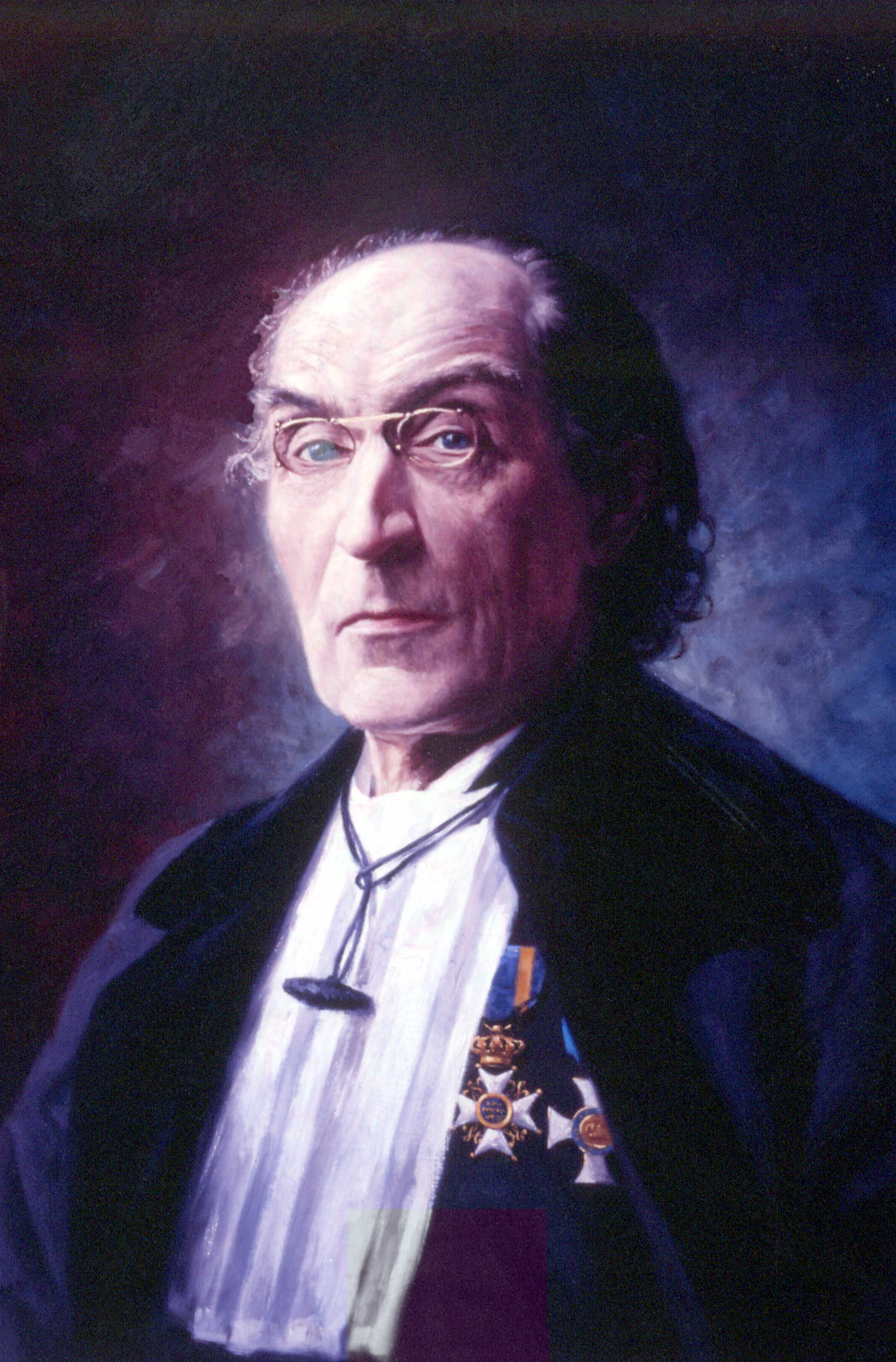
Josue Jean Philippe Valeton der Jüngere

Josue Jean Philippe Valeton der Jüngere (* 14. Oktober 1848 in Groningen; † 14. Januar 1912 in Utrecht) war ein niederländischer Theologe und Orientalist. 

## Leben
Josue Jean Philippe Valeton stammte aus einer französischen adligen Familie, deren Mitglieder als Hugenotten 1730 in den Niederlanden eine neue Heimat gefunden hatte. Er war der Sohn des gleichnamigen Groninger Professors Josue Jean Philippe Valeton der Ältere und dessen Frau Sara Maria Goeverneur. Nach dem Besuch des Progymnasiums und Privatunterricht in Groningen, begann er 1866 ein Studium der Theologie an der Reichsuniversität Groningen. Dies setzte er ab 1867 an der Universität Utrecht und 1871 an der Universität Genf fort. Am 24. März 1871 wurde er in Utrecht mit einer literarkritischen Dissertation über den Propheten Jesaja und das Buch Jesaja zum Doktor der Theologie promoviert. Nach anfänglicher Zeit als Hilfsprediger bei der wallonischen Gemeinde in Brüssel, war er ab 3. November 1872 reformierter Pfarrer in Varik und ab November 1875 in gleicher Eigenschaft in Bloemendaal tätig. Am 10. September 1877 wurde er von den Kuratoren der Universität Utrecht zum Professor der Geschichte des Judentums, der hebräischen Sprache und der Auslegung des alten Testaments berufen, welche Aufgabe er am 8. Dezember 1877 mit der Einführungsrede De Israëlitiesche letterkunde als onderdeel der christelijke theologie antrat. 
In seiner Eigenschaft als Utrechter Hochschullehrer beteiligte er sich auch an der organisatorischen Aufgaben der Hochschule und war 1882/83 sowie 1897/98 Rektor der Alma Mater. Bei der Niederlegung der Ämter hielt er die Reden De Israëlietische Historiographie (1883) und De veronderstelling der theologie (1898). Valeton gehörte der theologischen Strömung der ethischen Theologie Groninger Schule an. Er publizierte in unterschiedlichen Zeitschriften und Journalen seiner Zeit, so unter anderem auch in der deutschen Zeitschrift für Pastoral Theologie, der Zeitschrift für praktische Theologie und den Neuen Jahrbüchern für deutsche Theologie. Das Teilstück Die Israëliten im Lehrbuch der Religionsgeschichte stammt aus seiner Feder, er wurde gemeinsam mit Pierre Daniel Chantepie de la Saussaye Begründer der theologischen niederländischen Zeitschriften De Studiën (1875–1881) und von Overdenkingen.

## Ehrungen
Valeton wurde 1904 in die königlich niederländischen Akademie der Wissenschaften aufgenommen. Er war zudem Mitglied der Gesellschaft der Wissenschaften und Künste in der Provinz Utrecht. 1909 wurde er Ehrendoktor der Universität Genf.
1886 ernannte König Wilhelm III. ihn zum Ritter des Ordens vom niederländischen Löwen. 1911 erhielt er den Preußischen Kronenorden.

## Familie
Valeton verheiratete sich am 24. Oktober 1872 in Amersfoort mit Anna Christina Voorhoeve (* 26. Februar 1849 in Leerdam; † 8. Juni 1936 in De Bilt), der Tochter des Hermanus Cornelis Voorhoeve (* 4. März 1818 in Rotterdam; † 30. August 1903 in Utrecht) und dessen Frau Anna Christina Francken (* 20. September 1819 in Muiden; † 18. August 1903 in Utrecht). Aus der Ehe stammen Kinder. Von diesen kennt man: 
- Josué Jean Philippe Valeton (* 11. Februar 1874 in Varik; † 18. Mai 1874 ebenda)
- Hermanus Cornelis Valeton (* 23. Januar 1875 in Varik; † 8. Juni 1962 in Carambei (Brasilien)) verh. I. 6. Mai 1910 in Nijmegen mit Margaretha Magdalena Jolles (* 7. September 1885 in Noordwijkerhout; † 17. Juni 1910 in Nijmegen), verh. II. am 4. Juli 1901 in Utrecht mit Gertrude Elisabeth de Jonge (* 22. Januar 1876 in Brüssel; † 4. Dezember 1907 in Hees), verh. III. am 19. November 1912 in Nijmegen mit Wilhelmina Pauline Helena Tichler (* 31. August 1889 in Malang; † 8. September 1982 in Carambei (Brasilien))
- Sara Maria Valeton (* 12. November 1876 in Bloemendaal; † 11. Januar 1974 in Amsterdam) verh. am 2. März 1905 in Utrecht mit Johannes Cornelis Helders (* 9. Oktober 1877 in Rotterdam; † 11. März 1963 in Amsterdam)
- Jozua Johannes Philippus Valeton (* 7. Juli 1878 in Utrecht; † 13. Juni 1879 ebenda)
- Johannes Marinus Valeton (* 30. September 1879 in Utrecht; † 8. März 1963 in Naarden) verh. 15. September 1904 in Zeist mit Dina Antoinette Wiggelendam (* 10. August 1881 in Boeleneng (Bali); † 24. Februar 1965 in Utrecht), verh. II. 4. Juli 1933 in London mit Bernardina Cornelia Wilhelmina Rauwerda (* 19. August 1896 in Sloten; † 6. Mai 1978 in Bussum)
- Anna Catharina Valeton (* 7. Mai 1881 in Utrecht; † 13. September 1886 ebenda)
- Josué Jean Philippe Valeton (* 2. April 1884 in Utrecht; † 19. Juli 1941 in Zwolle) verh. am 19. August 1921 in Steenwijk mit Grietje Rijkmans (* 21. November 1885 in Steenwijk; † 20. März 1959 in Groningen)
- Ahasuerus Marinus Valeton (* 30. August 1886 in Utrecht; † 17. August 1959 ebenda) verh. am 7. November 1916 in Utrecht mit Geertruida Jacoba Mijsberg (* 1. September 1892 in Utrecht; † 30. Juli 1951 in Roermond); verh. II. am 2. Juni 1954 in Utrecht mit Iza Cornelia Maria Maas Geesteranus (* 3. November 1901 in Rotterdam; † 1. Oktober 2005 in Bilthoven)

## Werke (Auswahl)
- Jesaja volgens zijne algemeen als echt erkende schriften. Utrecht 1871 (Online)
- Een nieuw begin. Utrecht 1882
- Nog een woord over het ethisch beginsel. Utrecht 1878
- Geloof en theologie, woord van toelichting naar aanleiding van bezwaaren, ingebracht tegen Een nieuw begin. Utrecht 1883
- Alles hat uwe, en gij van Christus leerede, gehouden in de Domkerk twe Utrecht den 20sten Juni 1886 bij gelegenheid van de viering van het 10ste Lustrum der Utrechtsche Universiteit. Utrecht 1886
- Viertal voorlezingen over profeten des Ouden Verbonds. Utrecht 1886
- Psalm XXII, een lijdens- en zendingspsalm, eene Bijbelstudie. Utrecht 1888
- Toespraken gehouden in verschillende jaren bij de opening der Academische lessen. Nijmegen 1892
- Amos en Hosea. Een hoofdstuk uit de geschiedenis van Israëls godsdienst. Nijmegen 1894
- Het doorgangshuis te Hoenderloo. 1895
- De boom der kennis van het goed en het kwaad. Nijmegen 1899
- Kennis Gods, De boom der kennis van het goed en het kwaad. 1899
- De strijd tusschen Achab en Elia. Nijmegen 1900
- Levensbericht van Mr. J.A. Grothe. In: Handelingen en mededeelingen van de Maatschappij der Nederlandsche Letterkunde te Leiden, over het jaar 1899-1900. E.J. Brill, Leiden 1900, (Online)
- Profeet contra profeet. Niemegen 1900, 1909
- De Psalmen. Niemegen 1902–1905, 3. Bde.
- Bijdrage tot de kennis der ethische theologie. Niejmegen 1904
- Op den levensweg: korte overdenkingen. Nijmegen 1907
- De boom der kennis van het goed en het kwaad. 1909
- De ethische richting. 1909
- Oud-testamentische voordrachten. Nijmegen 1909